# کاسا
کاسا (به اسپانیایی: CASA) کوتاه شدهٔ کنستروکسیونس آئروناتیکاس اس آ (به اسپانیایی: Construcciones Aeronáuticas SA) یک شرکت اسپانیایی سازندهٔ هواگرد بود که در سال ۱۹۲۳ بر پا شد و از سال ۱۹۲۴ آغاز به ساخت هواپیما نمود. در سال ۱۹۹۹ این شرکت با نام ئی ای دی اس کاسا جزء شرکت‌های وابسته به شرکت ئی ای دی اس (شرکت فضایی و دفاع هوایی اروپا) شد و در سال ۲۰۰۹ جذب شرکت ایرباس میلیتری گردید. کاسا بیشتر به خاطر طراحی و ساخت هواگردهای ترابری نظامی و آموزشی از قبیل کاسا سی-۲۱۲ آویوکار، کاسا سی-۲۹۵ و کاسا سی-۱۰۱ آموزشی و تهاجمی معروف است. این شرکت با دو ادغام با شرکت دیگر گروه ایرباس را تشکیل دادند.